# Быковка (Саратовская область)
Быковка — деревня в Саратовском районе Саратовской области России. С апреля 2021 года входит в состав городского округа Саратова.

## История
Деревня Быковка была основана в середине XVIII века помещицей Ф. Быковой. Название русская деревня получила от имени помещицы, которая и поселилась здесь жить сос воей семьёй. В 1770 году отряд Емельяна Пугачёва, продвигавшийся мимо деревни, казнил отказавшихся принести присягу сыновей Фёдора Артамоновича и Натальи Ивановны Быковых. Барин был спрятан в погребе крестьянами. Пугачёв попытался убить его жену, но сломал клинок о металлический образчик Казанской Божией Матери, висевший у Натальи Ивановны на груди. Пугачёв осознав произошедшее, спешно покинул Быковку. 
В 1782 году в деревне насчитывалось 30 душ и 8720 десятин земли. На 1800 год числилось 119 крепостных. Церкви в деревне не было, молиться ездили за шесть вёрст в Покровский храм села Поповка. 
В 1890-х годах Быковка была охвачена эпидемией холеры. 
В советский период Быковка стала центром одноимённого сельсовета. 

## Физико-географическая характеристика
Деревня расположена в юго-западной части Саратовского района, вблизи к селу Поповка и деревне Махино, на берегу реки Латрык, на которой в деревне образована запруда. Расстояние до административного центра села Рыбушка — 37 км, до областного центра составляет 35 км. С областным центром Быковка связана автодорогой с твёрдым покрытием. 
Климат
Климат в деревне умеренно холодный. Наблюдается большое количество осадков, даже в самый засушливый месяц (согласно классификации климатов Кёппена — Dfa). Среднегодовая температура в Быковке — 5,6 °C. Среднегодовая норма осадков — 432 мм. Наименьшее количество осадков выпадает в марте и составляет 22 мм. Наибольшее количество осадков выпадает в июне, в среднем 47 мм.
| Показатель                          | Янв. | Фев.  | Март | Апр. | Май | Июнь | Июль | Авг. | Сен. | Окт. | Нояб. | Дек. | Год |
| ----------------------------------- | ---- | ----- | ---- | ---- | --- | ---- | ---- | ---- | ---- | ---- | ----- | ---- | --- |
| Средняя температура, °C             | −11  | −10,7 | −4,7 | 7,4  | 15  | 19,5 | 21,2 | 19,8 | 13,7 | 5,8  | −2    | −7,3 | 5,6 |
| Норма осадков, мм                   | 34   | 23    | 22   | 27   | 38  | 47   | 47   | 45   | 41   | 34   | 40    | 34   | 432 |
| Источник: Быковка (норма 1982-2012) |      |       |      |      |     |      |      |      |      |      |       |      |     |

Часовой пояс
Деревня Быковка, как и вся Саратовская область, находится в часовой зоне МСК+1. Смещение применяемого времени относительно UTC составляет +4:00.
Уличная сеть
В деревне одна улица Речная.

## Население
| 2010 |
| ---- |
| 42   |

В селе проживает:
| Численность по годам | Численность (чел.) | Количество домовладений |
| -------------------- | ------------------ | ----------------------- |
| 2016 год             | 47                 | 19                      |
| 2017 год             | 49                 | 19                      |
| 2018 год             | 88                 | 19                      |
| 2019 год             | 88                 | 19                      |

## Достопримечательности
- Недалеко от деревни имеется сохранившееся, но крайне ветхое здание заброшенной деревянной мельницы. Строили её немцы не позднее начала XX века, именуется Крафтской[10][11].

## Фотогалерея
- Виды деревни
- Деревня Быковка
- Местный пруд
- Улица Речная
- Заливные луга
- Просторы